# علم شخص
اسم علم الشخص الاسم الذي يدل على شخص بعينه، لا يشاركه فيه غيره، ولا يحتاج إلى قرينة. نحو: محمد، يوسف، فاطمة، مكة. وحكمه:حكم معنوي أي دلالته على معين بذاته كأن يكون اسما لبشر أو غيره من أسماء البلاد، والقبائل، والمدن، والنجوم، والسيارات، الطائرات، والكتب، مما لها اسم معين لا يطلق على غيرها. أو حكم لفظي ويتعين في كون اسم العلم لا يعرف بالألف واللام، ولا يضاف، وجواز الابتداء به، أو مجيئه صاحب حال، كما يمنع من الصرف، كما يمكن أن يكون مشابها في صيغته للأفعال المضارعة.